# عصر میانه ۲: جنگ تمام‌عیار
عصر میانه ۲: جنگ تمام‌عیار (به انگلیسی: Medieval II: Total War) یک بازی ویدئویی به صورت تاکتیک نوبتی و در سبک تاکتیک هم‌زمان در نبردها است، که در سال ۲۰۰۶ برای سیستم‌عامل مایکروسافت ویندوز و در سال ۲۰۱۴ نیز برای مک‌اواس و سیستم‌عامل‌های مبتنی بر لینوکس نیز منتشر شد. این بازی چهارمین قسمت از مجموعه جنگ تمام‌عیار به‌شمار می‌رود و توسط شرکت کریتیو اسمبلی توسعه یافته (ساخته شده) و توسط سگا منتشر شده است.
عصر میانه ۲: جنگ تمام‌عیار همانند نسخه نخست آن بر روی جنگ، سیاست و مذهب در سده میانه در مناطق خاورمیانه، شمال آفریقا و اورپا در بین سالهای ۱۰۸۰ تا ۱۵۳۰ پس از میلاد تمرکز دارد، که شامل حمله مغول‌ها، حمله تیمور و کشف قاره آمریکا می‌شود. بسته الحاقی این بازی با نام جنگ تمام عیار: سده میانه۲: پادشاهی‌ها در سال ۲۰۰۷ منتشر شد. این بازی با کد پایه بازی روم: جنگ تمام‌عیار ساخته شده است و از نظر سبک بازی بسیار همسانند.

## کشورهای عضو
1. امپراتوری عثمانی
2. مصر(فاطمیّون)
3. بیزانس
4. روسیه تزاری
5. لهستان
6. مجارستان
7. امپراطوری مقدس روم
8. جمهوری ونیز
9. دوک نشین میلان
10. سیسیلیایی‌ها
11. فرانسه
12. انگلستان
13. دانمارک
14. اسکاتلند
15. اسپانیا
16. پرتغال

۱۷.مورها

## بخش کمپین
ابتدا در شروع قسمت کمپین شما می‌توانید کشورهای محدودی را برای بازی کردن انتخاب کنید اما با هر پیروزی و فتح کشور جدید آن سرزمین برای شما قابل بازی خواهد بود.
شما باید در این بخش با کنترل قوا، ژنرال‌ها، تاجران، دیپلمات‌ها و راهبان و پیشوایان دینی شهرهای تحت کنترل را گسترش و سرزمین‌های جدید را فتح کنید.
اتفاقات این بخش اشاره به تحولات کشورهای آن زمان دارد مانند: حمله مغول‌ها اختراع باروت حمله تیمور و کشف آمریکا.

## روند مذاهب در بازی
در جریان بازی به چندین فرهنگ و مذاهب مختلف و تقابل بین آنها پرداخته می‌شود
1. اسلام:کشورهای امپراطوری عثمانی، مصر، مغول‌ها موروها و تیموریان از این دین پیروی می‌کنند. شما باید با ایجاد و گسترش مساجد و پرورش امام (پیشوا) برای اعتلای اسلام بکوشید در غیر اینصورت مردم پایگاه‌های مختلف از شما پیروی نکرده و رو به شورش خواهند آورد.
2. مسیحیت (کاتولیک): کشورهای اروپای غربی از این مذهب پیروی می‌کنند.
3. مسیحیت (ارتودوکس): کشورهای روسیه و امپراطوری بیزانس از این مذهب پیروی می‌کنند.
4. پاگان‌ها: کشوری که از این آیین پیروی کنند در بازی موجود نیست اما مناطق جنوب آفریقا، لیتوانی و نواحی شمال و آمریکا از این آیین پیروی می‌کنند.

۵.کافران:گاهی در جریان بازی بعضی از راهبان یا امامان تحت کنترل شما به کلیسا یا مسجد خیانت کرده و شروع به تبلیغ علیه ادیان بازی می‌کنند تا پایگاه‌ها را وادار به شورش کنند.